# Università in Giappone
Lista di università giapponesi:

## Università nazionali

### Ex università imperiali del Giappone
- Università di Hokkaido (北海道大学?)
- Università di Tohoku (東北大学?)
- Università di Tokyo (東京大学?)
- Università di Nagoya (名古屋大学?)
- Università di Kyoto (京都大学?)
- Università di Osaka (大阪大学?)
- Università di Kyushu (九州大学?)

### Altre università nazionali

#### Kanto
- Università Hitotsubashi (一橋大学?)
- Istituto di tecnologia di Tokyo (東京工業大学?)
- Università nazionale di Yokohama (横浜国立大学?)
- Università degli Studi esteri di Tokyo (東京外国語大学?)

#### Chūbu
- Istituto di tecnologia di Nagoya (名古屋工業大学?)

#### Kansai
- Università di Kobe (神戸大学?)

#### Kyūshū
- Università di Nagasaki (長崎大学?)

## Università private

### Kantō
- Università Chuo (中央大学?)
- Università Gakushuin (学習院大学?)
- Università Hosei (法政大学?)
- Università Keio (慶應義塾大学?)
- Università Komazawa (駒澤大学?)
- Università Meiji (明治大学?)
- Università Nihon (日本大学?)
- Università Rikkyo (立教大学?)
- Università Senshu (専修大学?)
- Università Sophia di Tokyo (上智大学?)
- Università Toyo (東洋大学?)
- Università di Waseda (早稲田大学?)

### Chubu
- Università Nanzan (南山大学?)

### Kinki
- Università Dōshisha (同志社大学?)
- Università del Kansai (関西大学?)
- Università Ritsumeikan (立命館大学?)
- Kwansei Gakuin (関西学院?)